# Tumba de Alejandro Magno
La tumba de Alejandro Magno es el lugar en el que estaría enterrado Alejandro III de Macedonia, hijo de Filipo II de Macedonia y apodado «el Grande» (Magno), que murió en Babilonia en junio de 323 a. C.
El paradero de la tumba se desconoce, y es considerado otro «Santo Grial» de la arqueología moderna: el cadáver del general macedonio, tan necesario para especificar las circunstancias de su temprana muerte, a punto de cumplir los 33 años.

## Muerte de Alejandro en Babilonia

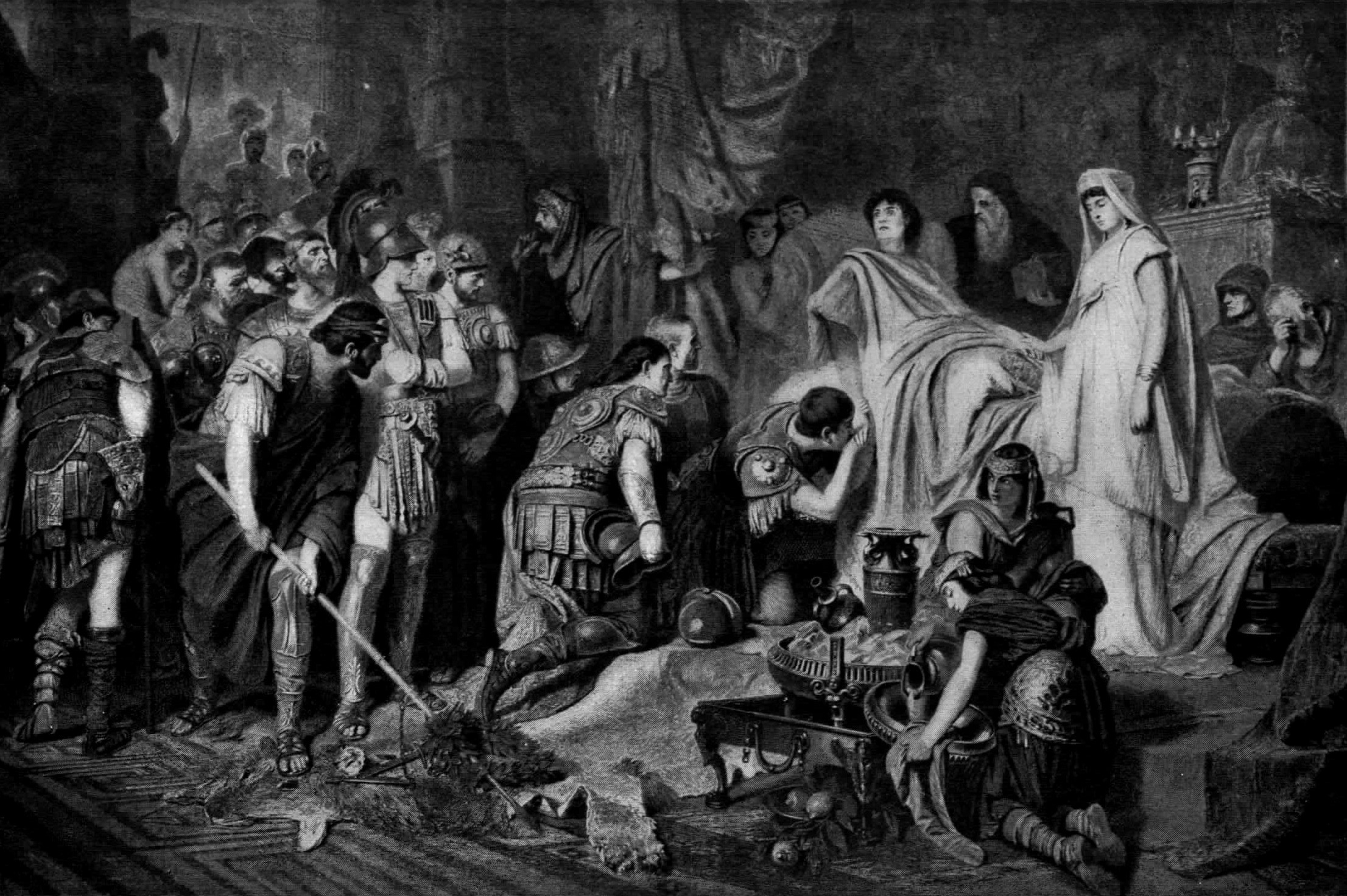
Alejandro Magno en su lecho de muerte, según el pintor Karl von Piloty (1886)

En la primavera del 323 a. C., Alejandro Magno gobernaba un imperio que se extendía desde el Danubio en Europa hasta los picos nevados del Himalaya en el norte de la India. Durante este período visitó la capital del Imperio, la metrópolis de Babilonia cerca del Éufrates. A mediados de mayo condujo una pequeña flota por los pantanos hacia el oeste de la ciudad para intentar mejorar el sistema de canales, que distribuía el agua del río a las urbes. Ya hacía un calor insoportable, y por tanto hordas de mosquitos irritaron a la expedición.
Una vez de vuelta en Babilonia, en la última semana de mayo, Alejandro realizó los últimos preparativos de una expedición para navegar rodeando Arabia con una flota de mil barcos. El día 30 conmemoró el éxito del viaje de su almirante Nearco desde la India a principios del pasado año. El 31 de mayo, en una fiesta nocturna que celebró su compañero Medio, Alejandro se desmayó al sentir unos punzantes dolores en la espina dorsal y en las articulaciones. Fue conducido al aseo real, donde durmió junto a la piscina, porque ya tenía fiebre. En la siguiente semana el rey tuvo golpes de fiebre recurrentes por las noches, pero éstos solían bajar súbitamente por el día, permitiéndole que siguiera planeando esa inminente expedición a Arabia. Pero los episodios de fiebre pronto se volvieron más intensos, y la fecha de salida de la expedición se acercaba cada vez más. El 5 de junio la fiebre persistió también durante el día, aunque era más intensa por la noche. El 7 de junio hubo un rápido deterioro en el estado de Alejandro. Por primera vez se vio claro que estaba en peligro. Ordenó a sus oficiales que se reunieran en el patio del palacio, mientras aquellos de menor rango tuvieron que esperar tras las puertas. El 9 de junio ya circulaban rumores entre las tropas de que Alejandro había muerto. Pidieron desesperadamente la entrada al palacio, donde los hetairoi no tuvieron más remedio que dejarles pasar a ver a Alejandro en su lecho. Los saludó con sus ojos, porque ya había perdido la voz. Quizá aún podía emitir un débil susurro, porque se dice que pidió que su cuerpo fuera trasladado al dios Amón en Egipto. Le dio su anillo de regente a Pérdicas, su comandante de caballería y guardaespaldas. Sus compañeros le preguntaron: “¿A quién legas tu reino?”, se debate mucho lo que Alejandro respondió: algunos creen que dijo "Krat'eroi" (‘al más fuerte’) y otros que dijo "Krater'oi" (‘a Crátero’). Esto es posible porque la pronunciación griega de ‘el más fuerte’ y ‘Crátero’ difieren solo por la posición de la sílaba acentuada. La mayoría de los historiadores creen que si Alejandro hubiera tenido la intención de elegir a uno de sus generales, obviamente hubiera elegido a Crátero porque era el comandante de la parte más grande del ejército, la infantería, porque había demostrado ser un excelente estratega y porque tenía las cualidades del macedonio ideal. Pero Crátero no estaba presente, y los otros prefirieron oír Krat'eroi, ‘el más fuerte’. Tras susurrar esto añadió que ya preveía sus grandiosos juegos funerarios. Cuando, finalmente, Pérdicas le preguntó cuándo quería que se le ofrecieran esos honores divinos, él contestó: “Cuando seáis felices”. Estas fueron las últimas palabras del rey.
Un grupo de hetairoi estuvo toda una noche sin dormir para realizar una petición en el templo del dios Toro de la ciudad, pero el oráculo les negó su sugerencia: que el cuerpo de Alejandro fuera trasladado dentro de estas sagradas murallas. Al día siguiente, casi al caer la noche del día 10 de junio del 323 a. C., según el calendario juliano, se declaró la muerte “oficial” de Alejandro. Esta noticia probablemente se difundió despacio, pero era conocida por casi todos al día siguiente, y esto resultó en lloros y lamentos por toda la ciudad. La plebe se hundió en una profunda pena, pero ya se estaba gestando una maliciosa disputa entre los contingentes de caballería e infantería del ejército. Incluso hubo peleas en el palacio. Mientras tanto el cuerpo de Alejandro se mantenía curiosamente fresco y con aspecto de estar vivo a pesar del agobiante calor por al menos unos cuantos días más, lo que puede indicar un profundo coma terminal. 
Los síntomas y sus consecuencias coinciden de forma sorprendente con los de la malaria, que pudo haber contraído de las picaduras de los mosquitos de los pantanos. Aunque meses más tarde surgió el rumor de que pudo ser envenenado, según Andrew Chugg la fiebre intermitente que tuvo durante casi dos semanas terminando en coma nos indica que este argumento es muy inconsistente. De todas formas, no se puede hacer una hipótesis definitiva sin analizar los restos de Alejandro.

## Juegos funerarios
La caballería conducida por Pérdicas forzó a la infantería, que estaba bajo las órdenes de Meleagro, a aceptar sus términos, y para ello impidió el acceso de provisiones a la ciudad durante una semana. Estos términos exigían la aceptación del medio hermano con discapacidad intelectual de Alejandro, Filipo Arrideo, que era el candidato de la infantería para convertirse en rey, pero con la condición de que el hijo aún no nacido de Roxana, esposa del macedonio, debería gobernar también junto con Arrideo, aun siendo un muchacho. Pérdicas fue nombrado Regente del Imperio, e inmediatamente después ordenó la ejecución de los líderes de la revuelta de la infantería, haciendo que fueran pisoteados por elefantes de guerra en un desfile. El ejército macedonio organizó una asamblea en la cual rechazaron seguir con los futuros planes de conquista de Alejandro y con sus caros proyectos de construir templos. También, según parece, acordaron que el cadáver de Alejandro debía ser trasladado a Egipto, para respetar su deseo.
En los próximos meses Pérdicas reafirmó su poder, pero Ptolomeo, su principal y único rival superviviente, marchó a Egipto para robarle el trono al actual monarca. Probablemente Pérdicas estaba en contacto con Olimpia, la madre de Alejandro. Esta seguramente había deplorado el plan para enviar el cuerpo de su hijo a Egipto y habría insistido en que tenían que devolverle a su primogénito. Pérdicas necesitaba su apoyo, y tampoco estaba muy seguro de poner el cadáver de Alejandro en manos de Ptolomeo. Puede que él fuera quien solicitó al vidente de la expedición, Aristandro, que dijera que la nación que tuviera en su poder el cuerpo de Alejandro nunca sería conquistada. Esto hizo que la Asamblea Macedonia acordara que tenían que enviar el cadáver a Olimpia para que esta lo enterrara en Egas, en el cementerio de los reyes macedonios.

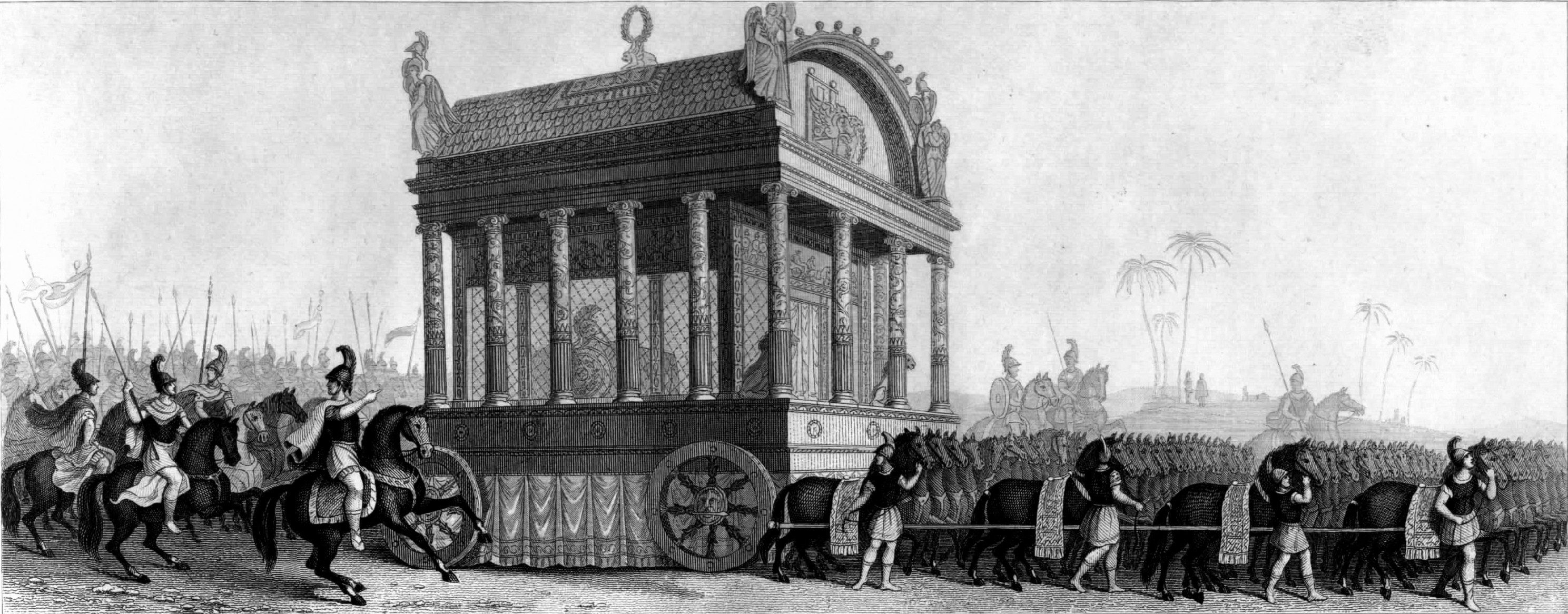
Reconstrucción del catafalco de Alejandro según Diodoro (mitad del)

Mientras Pérdicas y el ejército dejaban Babilonia, yéndose de campaña a Asia Menor, dejó a cargo de la construcción del catafalco para llevar a Alejandro a su distante tumba a un oficial llamado Arrideo. El magnífico carruaje funerario tardó casi un año en estar listo. Salió desde Siria en la segunda mitad del 322 a. C. Pero Arrideo hizo un acuerdo con Ptolomeo, y condujo la procesión en dirección sur hacia Egipto cuando se aproximaba a Damasco, en vez de ir al norte hacia Macedonia. Pérdicas recibió esta noticia con una semana de retraso e inmediatamente mandó un contingente de caballería, bajo las órdenes de los comandantes Átalo y Polemón, para que persiguieran a Arrideo. Podrían haber capturado al lento catafalco, pero Ptolomeo había ido al norte con su ejército para escoltarlo, así que los hombres del Regente fueron rechazados.
Pérdicas, furioso, atacó Egipto con todo el ejército en la primavera del 321 a. C. Sin embargo, intentó dos veces forzar el cruce del Nilo, fallando en ambas oportunidades y teniendo como consecuencia enormes pérdidas entre sus propias tropas. Muchos fueron arrastrados por el río y devorados por cocodrilos. Los propios oficiales del Regente asesinaron a Pérdicas con sus lanzas y ofrecieron la regencia a Ptolomeo, quien la rechazó cortésmente. Aun así aprovisionó de nuevo al ejército y lo envió de vuelta al norte con algunos de sus hombres en comando conjunto (uno de los cuales era Arrideo). Ahora la preocupación del propio Ptolomeo era preparar la tumba de Alejandro en Menfis, cuando esta aún era la capital de Egipto.

## La tumba menfita de Alejandro
En la actualidad se cree que Ptolomeo adaptó una tumba vacía que había sido preparada por y para el último faraón nativo de Egipto, Nectanebo II. De todas formas, este faraón huyó al sur de Etiopía cuando Egipto fue invadido por los persas en el 343 a. C., así que nunca tuvo la oportunidad de ocupar esa tumba. El lugar propuesto para la tumba era una capilla dentro del templo del Serapeo de Saqqara, en la necrópolis de la antigua Menfis. Se encontraba al final de una larga avenida de esfinges. El Serapeo fue visitado por Richard Pococke (c. 1738) y redescubierto por Auguste Mariette, cerca del año 1850, al excavar en la arena que ocultaba las esfinges de la avenida procesional de acceso. Observando la entrada de la capilla de Nectanebo II, Mariette descubrió un semicírculo de estatuas griegas, de tamaño natural, que representaban a poetas y filósofos, que parecían datar de los tiempos de Ptolomeo. A algunos se les identificó, como a Píndaro, aquel a cuyos descendientes Alejandro salvó en Tebas, a Homero, el poeta favorito de Alejandro, y a Platón, quien fue el mentor de Aristóteles, tutor de Alejandro. ¿Podrían estas estatuas haber sido erigidas para honrar la tumba de Alejandro?
Además, en la expedición que Napoleón llevó a cabo en Egipto en 1798, se descubrió un antiguo sarcófago egipcio situado en una capilla en el patio de la mezquita Atarina en Alejandría. Los lugareños aseguraron que se trataba de la tumba de Alejandro Magno. Cuando el ejército de Napoleón fue vencido por los ingleses en 1801, Edward Daniel Clarke llevó el sarcófago al Museo Británico de Londres y escribió un libro sobre él, recopilando lo que se sabía de la tumba de Alejandro. Cuando Champollion descifró los jeroglíficos en 1822, se supo que el sarcófago tenía una inscripción que describía que aquel era el sarcófago del faraón Nectanebo. Al principio se pensó que hacía referencia a Nectanebo I, pero pronto se corrigió el error: era de Nectanebo II. Por entonces, creían que este hecho eliminaría toda conexión del sarcófago con Alejandro, pero ahora podemos ver que esto es perfectamente consistente con el argumento de que Ptolomeo se apoderó de la que iba a ser la tumba de Nectanebo en Saqqara. Además, se sabe que el hijo de Ptolomeo, Ptolomeo II Filadelfo, trasladó la tumba de Alejandro de Menfis a Alejandría, lo que explica por qué el sarcófago se encontraba en la gran ciudad portuaria fundada en Egipto por Alejandro.

## La tumba en Alejandría

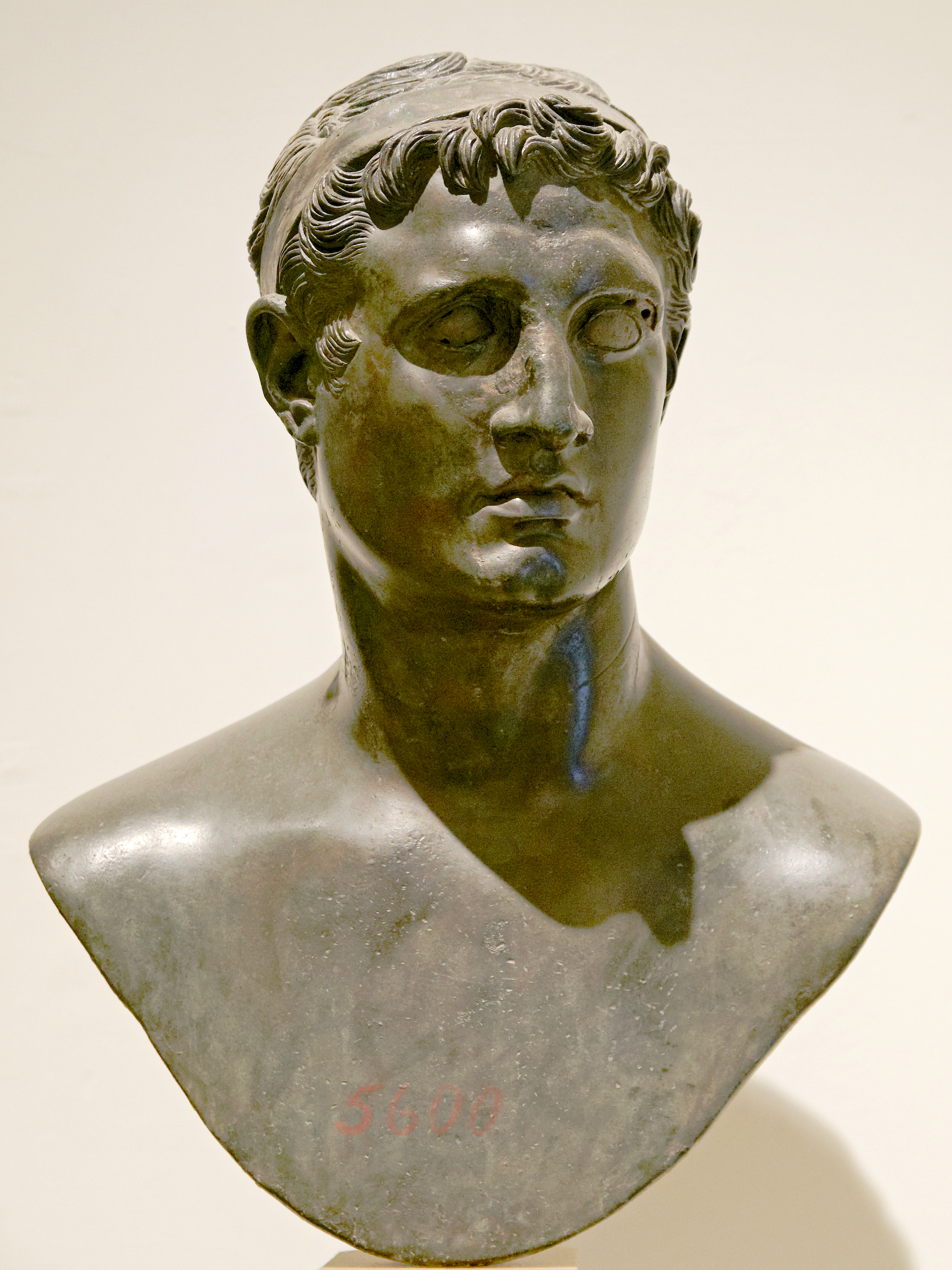
Busto de Ptolomeo II

La fecha exacta en la que Ptolomeo II Filadelfo transfirió la tumba de Alejandro a la nueva capital, Alejandría, que había sido fundada por Alejandro en 331 a. C., se desconoce, pero probablemente fue poco después de que Ptolomeo muriera en 282 a. C. No nos ha llegado ningún detalle de la tumba construida por Filadelfo, pero existe la pequeña posibilidad de que la magnífica antecámara del túmulo de la tumba se encontrara en 1907, dividida en trozos, en los cementerios latinos de la moderna Alejandría. Esta primera tumba alejandrina fue reemplazada por un magnífico mausoleo en el centro de Alejandría, hacia el 215 a. C., por el nieto de Filadelfo, Ptolomeo IV Filopator. El mausoleo de Filopator se erigió dentro de un enorme recinto sagrado, conocido como el Soma, que llegó a ser el más famoso y sagrado santuario del mundo antiguo, ya que en Egipto y el Imperio romano Alejandro fue venerado como un dios.
En 89 a. C. , uno de los últimos Ptolomeos, Ptolomeo XI fundió el féretro de oro macizo, del que Diodoro Sículo dijo que estaba repleto de las más ricas especias aromáticas, y que el cuerpo fue colocado en un sarcófago. Ptolomeo usó el oro para pagar a sus soldados y sustituyó el féretro que destruyó por uno de vidrio. Ese mismo año el faraón se ahogó en una batalla naval contra fuerzas rebeldes. Se creyó que fue un castigo divino por haber fundido el féretro para pagar sus deudas.

## La tumba y los césares

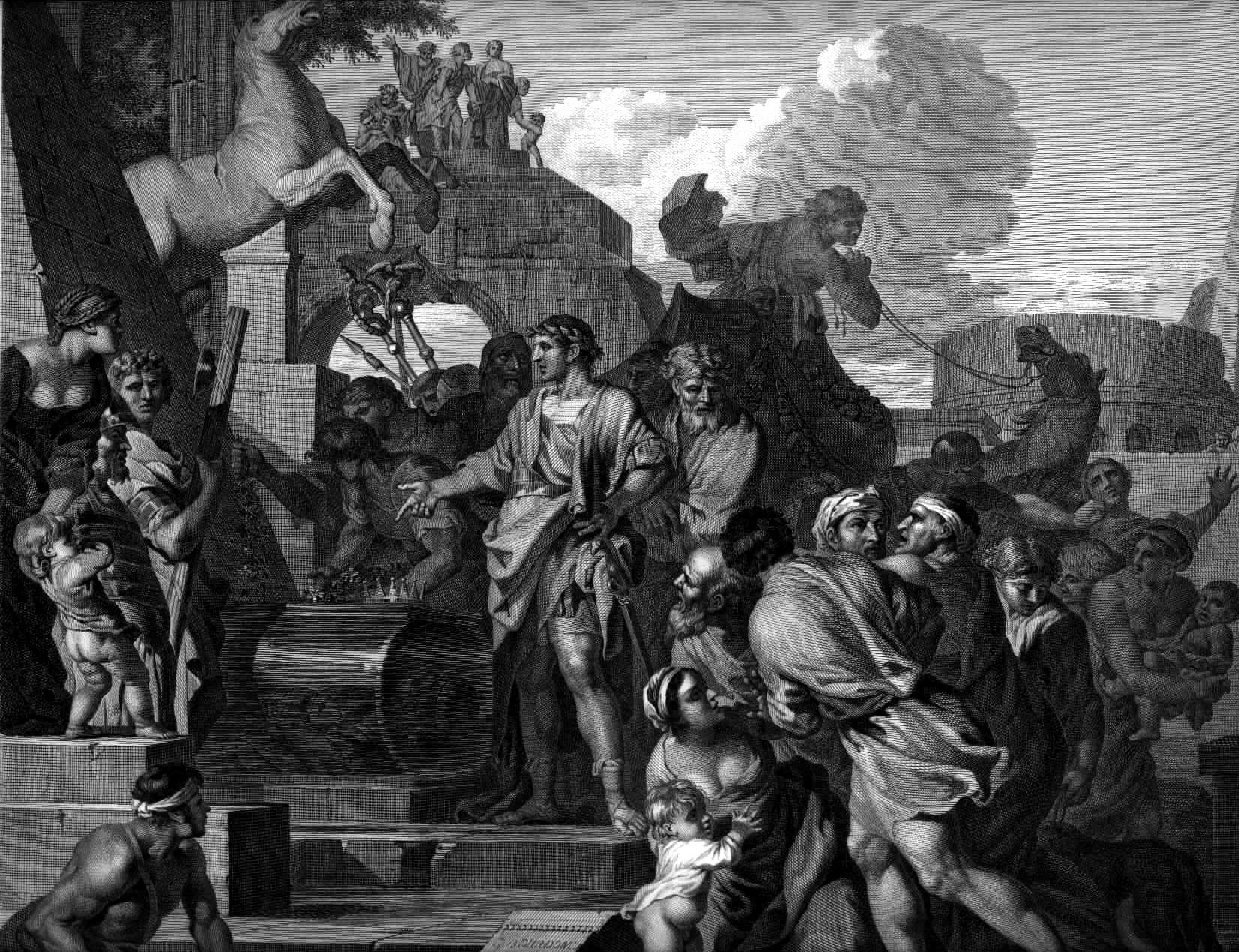
Augusto visita la tumba de Alejandro (Sebastien Bourdon, 1643 - Museo del Louvre)

En el 48 a. C. Julio César llegó a Alejandría después de haber perseguido a su enemigo Pompeyo al conseguir la victoria en Farsalia. El joven faraón, Ptolomeo XIII, le presentó como regalo la cabeza de Pompeyo, pero César lo depuso para ceder el trono a su hermana, la reina Cleopatra. César también tuvo la oportunidad de guiar una peregrinación a la tumba de su héroe, Alejandro, situada en la cámara funeraria excavada en la roca tras el mausoleo de Soma. 
Después de un espectacular reinado, Cleopatra fue finalmente vencida y depuesta por Octavio (el futuro emperador César Augusto) en el 30 a. C. Tras su llegada a Alejandría hizo la que sería la más famosa visita a la tumba de Alejandro. Augusto ordenó que le sacaran el sarcófago de la cámara funeraria. Coronó a la momia y echó flores por su cuerpo, pero rompió una parte de su nariz en un descuido.
A través de los siglos, varios de los emperadores romanos que le sucedieron rindieron homenaje a la momia de Alejandro. Cayo Calígula probablemente la vio cuando, a los 7 años, acompañó a su padre, Germánico, en una visita a Alejandría en el 19 d. C. Cuando le nombraron emperador, ordenó que le trajeran la coraza de Alejandro situada en su tumba para usarla [como apoyo en sus actuaciones]. Vespasiano y Tito debieron haber visto la tumba en el 69 d. C., así como Adriano y Antínoo en su visita a la ciudad en el 130 d. C. De todas formas, la próxima visita de la que se escribió con detalle fue la de Septimio Severo en el 200 d. C. Este emperador autoritario se horrorizó al ver la facilidad de acceso que tenía la tumba y ordenó que esta fuera sellada. 
La última visita imperial conocida es la del hijo de Severo, Caracalla, en el 215 d. C. Dejó su anillo y su cinturón como tributo a Alejandro y se marchó para organizar la traicionera y sangrienta aniquilación de la mayoría de los hombres jóvenes de Alejandría.

## Desaparición de la tumba
Hacia la mitad del siglo III, el Imperio romano entró en un período de crisis e inminente colapso. Al principio Alejandría estaba poco afectada por estos problemas, pero en 262 las legiones locales apoyaron una rebelión del gobernador de Egipto, al que declararon como su emperador. La insurrección fue reprimida brutalmente. Probablemente hubo enfrentamientos en y alrededor de Alejandría y partes de la ciudad fueron destrozadas. Menos de una década después, un magnate local, de nombre Firmus apoyó a la reina Zenobia de Palmira en un intento de separar las provincias orientales del resto del imperio. La rebelión fue sofocada otra vez. Esta vez los rebeldes estaban asediados en los palacios a lo largo de la orilla oriental del gran puerto. El emperador Aureliano arrasó esta zona, entonces conocida como Bruchion, hasta el suelo. El siglo terminaba mal para Alejandría, cuando otro emperador egipcio rebelde fue derrotado y muerto por Diocleciano en 298. Otra vez Alejandría fue saqueada por el ejército imperial. Algunos han creído que la tumba de Alejandro fue destruida en uno de estos levantamientos, pero hoy hay nuevas evidencias de que sobrevivió en el siglo IV.
Amiano Marcelino relata un incidente que tuvo lugar hacia 361. El patriarca Georgius se dice que planteó una pregunta retórica a las masas alejandrinas concerniente a un templo alto y magnífico del genio de Alejandría: "¿Cuánto tiempo estará de pie esta tumba?" preguntó. Por genio Amiano quiere decir la deidad tutelar de la ciudad y esta podría representar a Alejandro. Alejandro es la única figura a la que esta expresión podría ser aplicable, cuya tumba también se encontraba dentro de la ciudad. Algunos años después, Alejandría fue golpeada por el gran terremoto de Creta en julio del 365, seguido de un tsunami gigantesco, que provocó estragos en las regiones costeras y ciudades portuarias de todo el Mediterráneo oriental. En Alejandría los barcos fueron levantados hasta los tejados de los edificios que quedaron. Esta es la ocasión más probable de la destrucción del mausoleo del Soma.
Un cuarto de un siglo después, en una recién reconocida referencia, Libanio de Antioquía mencionó en un discurso dirigido al emperador Teodosio I, que el cadáver de Alejandro estaba expuesto en Alejandría. Esto concordaría con la cámara sepulcral que habría sido excavada bajo los escombros de las ruinas. También proporciona el dato de que el cadáver podría haber sido retirado y separado del sarcófago, lo que explicaría por qué fue encontrado desocupado por la expedición de Napoleón. Aproximadamente un año después, Teodosio publicó una serie de decretos para prohibir el culto a los dioses paganos, entre los que el de Alejandro destacaba. En Alejandría, los cristianos causaron disturbios y destruyeron el Serapeo, el principal templo pagano. Éste es el punto donde el continuado culto al cadáver del fundador habría llegado a ser excesivo para las autoridades alejandrinas. Esta es la época en que los restos de Alejandro desaparecen finalmente de la historia.
Al final del siglo IV o a comienzos del V, Juan Crisóstomo afirmó en un sermón que la tumba de Alejandro era entonces "desconocida para su propio pueblo", en otras palabras, para los paganos de Alejandría. Algunas décadas después Teodoreto puso a Alejandro en una lista de hombres famosos cuyas tumbas eran desconocidas.

## Hipótesis de la mezquita

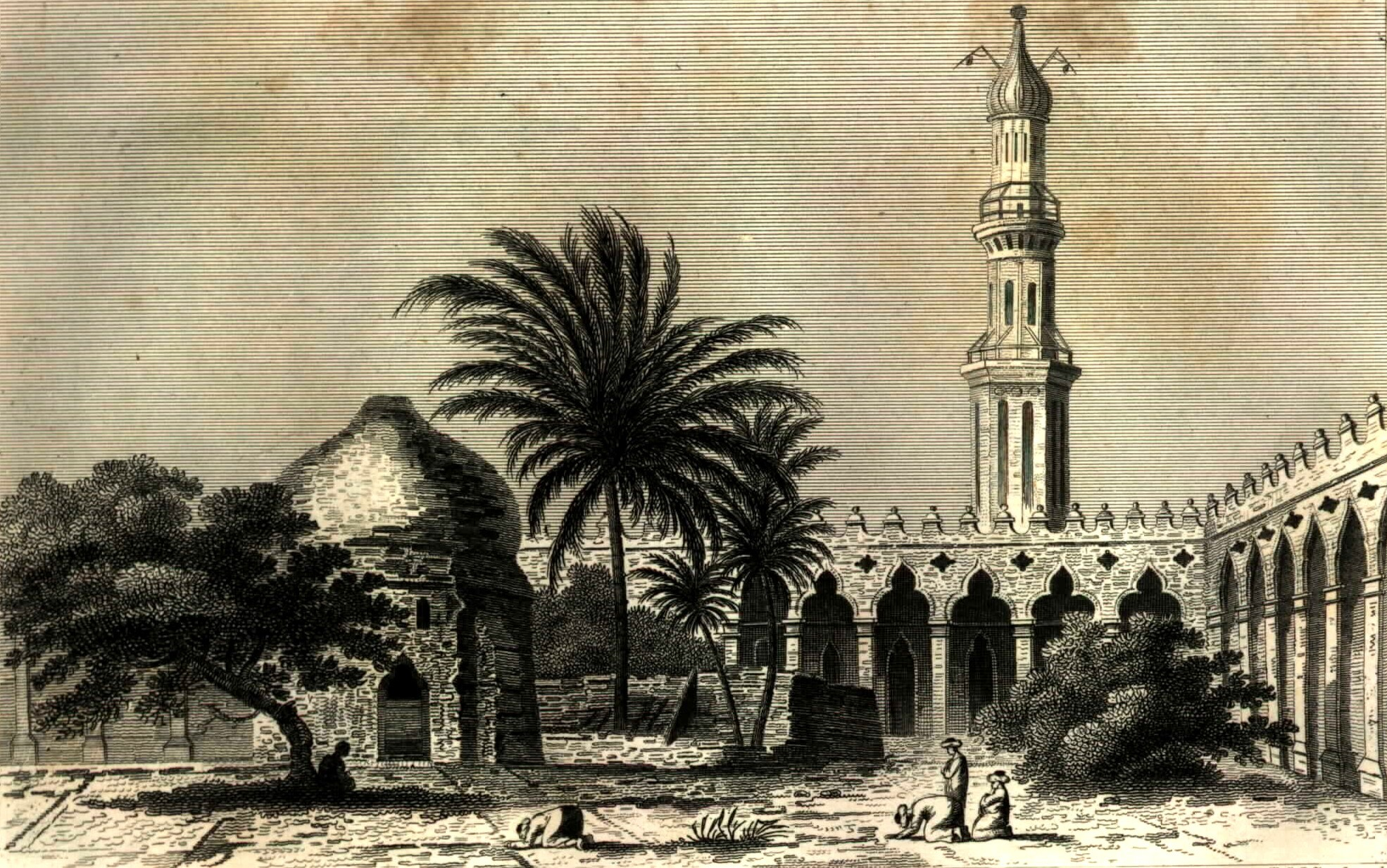
Patio de la mezquita Atarina (Vivant Denon, 1805)

Existen un par de referencias a una mezquita o tumba de Alejandro en textos árabes que datan de los siglos IX y X, pero seguramente éstas hacen alusión al sarcófago vacío y al edificio que lo albergaba. Este último era probablemente la mezquita Atarina (en donde el sarcófago fue encontrado en 1798) o al menos un edificio religioso anterior ubicado en el mismo lugar, puesto que la mezquita vista por Napoleón había sido reconstruida a partir de elementos arquitectónicos antiguos en el siglo XI. Información crucial es aportada por el mapa de Braun & Hogenberg, de alrededor de 1575, que muestra un edificio con un minarete y una pequeña capilla en el mismo lugar que la mezquita Atarina. Es bastante significativo que la mezquita esté situada en el centro exacto del mapa, así como también lo es que la capilla esté rotulada con las palabras latinas Domus Alexandri Magni, que significan "La casa de Alejandro Magno". Continuando con sus visitas a Alejandría alrededor de 1517, León el Africano afirmó que la tumba de Alejandro existía "en una pequeña casa con la forma de una capilla". Todo esto tiende a confirmar que lo que fue reconocido como la tumba de Alejandro durante la Edad Media, no era sino el sarcófago vacío emplazado en la capilla.
Después de que los británicos transportaron el sarcófago a Inglaterra entre 1802 y 1803, la mezquita Atarina se deterioró rápidamente, y pocas décadas después había desaparecido. Sin embargo, en 1823 Mohammed Ali edificó una mezquita dedicada a Nabi Daniel (el profeta Daniel) a algunos cientos de metros al este, al pie del montículo Kom el-Dikka. Aparentemente motivado por el deseo de encontrar un foco alternativo al interés turístico depositado en la tumba de Alejandro, en 1850 uno de los guías locales, llamado Ambroise Schilizzi, inventó una historia en la cual decía haber visto el cuerpo de Alejandro en un sarcófago de vidrio oculto en una cámara secreta tras una puerta carcomida por gusanos, en la parte inferior de la nueva mezquita. No obstante, algunos de los detalles proporcionados por Schilizzi parecen refutar la naturaleza ficticia de su relato, ya que, por ejemplo, señaló que había visto papiros esparcidos alrededor del sarcófago, lo que hace alusión a cierta información aportada por Dión Casio, en la que revela que el emperador Septimio Severo guardó en la tumba algunos libros de la tradición mágica egipcia. Sin embargo, la preservación del papiro es imposible bajo el suelo de Alejandría, debido a la alta capa freática que aquí se encuentra y a la capilaridad (humedad ascendente) de esta.

## La localización del Soma
Zenobio afirmó que el Soma (nombre que recibió el mausoleo, que significa cuerpo en griego) se halla en el centro de la antigua ciudad de Alejandría, mientras que Aquiles Tacio mencionó un distrito llamado Alejandro en honor del macedonio, donde dos calles grandiosamente decoradas con columnas se cruzaban en ángulos rectos. Este cruce de caminos se encuentra dentro de un área cerrada en el corazón de la ciudad. De modo similar, Estrabón y Diodoro Sículo, ambos testigos oculares, describieron la tumba de Alejandro comentando que reposaba dentro de una grandiosa y magnífica zona amurallada, y Estrabón especifica que esta área era adyacente a los palacios.
Al observar el mapa de Alejandría realizado por la expedición de Napoleón en 1798, se puede notar que las murallas medievales de la ciudad, que en gran parte perduraban todavía en aquella época, como un recinto doble (de murallas interiores y exteriores). Dichas murallas rodeaban un área que ocupaba menos de un tercio del tamaño de la ciudad antigua en la época de Cleopatra. En la parte occidental, las murallas bordeaban la costa, como se puede esperar de una gran ciudad portuaria. Sin embargo, en el Este las murallas se prolongaron para rodear una vasta área lejos de la orilla, en la parte de atrás, extendiéndose equitativamente a ambos lados de la antigua gran avenida, la calle Canópica. Superponiendo el plano de las calles de la ciudad antigua de Mahmud Bey sobre los muros medievales, se puede ver que los principales cruces de caminos de la Antigüedad se ubican exactamente debajo de la Puerta de Rosetta de la ciudad medieval. Además, la parte oriental de las murallas medievales rodea estos cruces de caminos por tres partes y un poco más. Richard Pococke, quien visitó Alejandría en 1737, observó que el muro exterior del doble recinto medieval parecía ser de construcción antigua. Además, un grabado pintado alrededor de 1792 por Luigi Mayer muestra que la entrada exterior de la Puerta de Rosetta era de estilo antiguo, pues tenía pilares con capiteles corintios y una estatua en uno de sus lados. Andrew ha sugerido, por lo tanto, que tres de los lados del Soma fueron utilizados como parte de las murallas medievales en el sector oriental, y que el Mausoleo de Alejandro debe situarse cerca del cruce de caminos central de Mahmud Bey.
Una pequeña sección de los muros medievales, parte de la torre del extremo noreste del perímetro en el sector oriental, sobrevive en nuestros días en los Jardines de Shallalat de la Alejandría moderna. Pero tanto la Puerta de Rosetta como la mayor parte de la muralla fueron destruidas en la década de 1820 cuando Galice Bey, por orden del virrey Mehmet Alí, remodeló los viejos muros para convertirlos en un circuito defensivo más moderno. En la década de 1880 la mayor parte de las murallas que quedaban en pie fueron removidas debido a la expansión de la ciudad moderna fuera de los límites del centro antiguo.

## Hipótesis de la Basílica de San Marcos

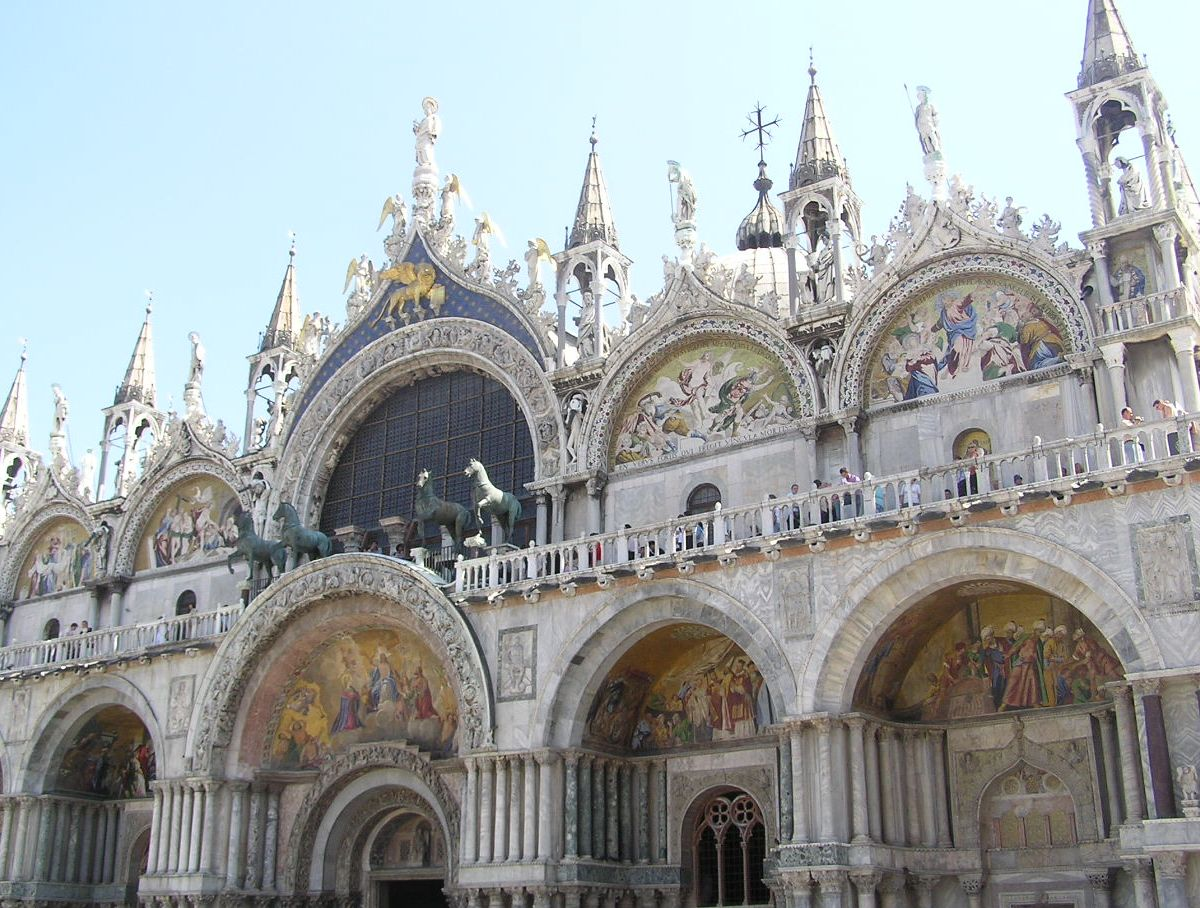
Fachada de la Basílica de San Marcos

Actualmente se sabe de un antiguo cuerpo momificado proveniente del centro de Alejandría y este corresponde al siglo IV, la época en la que el cristianismo triunfó sobre el paganismo en la ciudad y en la que el cuerpo de Alejandro desapareció misteriosamente. Se trata, según afirmaba la Iglesia Alejandrina, de los restos de San Marcos el Evangelista, el fundador de la comunidad cristiana de Alejandría. Sin embargo, antiguos escritores cristianos como Doroteo, Eutiquio y el autor del Cronicón Pascual aseguran que el cuerpo de san Marcos fue quemado por los paganos. Un documento apócrifo conocido como "Los Hechos de San Marcos", al parecer escrito por un autor anónimo en la Alejandría del siglo IV, afirma que una tormenta milagrosa atemorizó a los paganos y permitió a los cristianos salvar el cuerpo del santo de las llamas. No obstante, esto parece ser una invención para dar credibilidad a la existencia de su tumba. Es posible, por tanto, que en el clima de revueltas religiosas entre el paganismo y el cristianismo de la Alejandría del siglo IV, las autoridades de la Iglesia Alejandrina optaran por asimilar el culto a Alejandro con la veneración a San Marcos y asignaran a éste los restos de aquel.
Sucede que este mismo cuerpo fue llevado fuera de Alejandría, presumiblemente con la cooperación del clero local, luego de que la ciudad hubiera caído bajo el dominio árabe. En el 828 dos mercaderes lograron sacar de la ciudad la ricamente perfumada momia sin ser descubiertos por los oficiales del puerto, y navegaron con ella hasta su ciudad de origen, Venecia. La momia descansa desde hace siglos en una cripta ubicada debajo de la iglesia construida por los venecianos con tal propósito, la Basílica de San Marcos.
Un estudio científico de estos restos podría revelar el secreto de su origen. La datación por radiocarbono podría establecer si el cuerpo es lo suficientemente antiguo como para poder corresponder con el de Alejandro. Asimismo, sería posible reconstruir sus rasgos faciales a partir de su cráneo, e inspeccionar sus huesos en busca de signos de las múltiples heridas de Alejandro, en particular el flechazo que recibió en el pecho, el que, según se dice, se insertó en su esternón.

## Hipótesis de Anfípolis
En septiembre del 2014 comenzaron las excavaciones de una sepultura en la antigua ciudad de Anfípolis que se ha fechado entre los años 330 y 300 a. C. De inmediato se empezaron a esparcir en los diferentes medios de comunicación internacionales la idea de que el complejo funerario excavado pudiera ser la tumba del conquistador macedonio, lo que se considera bastante improbable o bien puede llegar a pertenecer a su esposa Roxana y a Alejandro IV, hijo de ambos, quienes murieron asesinados por orden de Casandro en 309 a. C.

## El sarcófago de granito negro en Alejandría
En julio de 2018, unos trabajadores de construcción que hacían una cuidadosa inspección en un subsuelo de un suburbio de la ciudad de Alejandría, Egipto,  encontraron a una profundidad de 5 m, un sarcófago de granito negro de grandes dimensiones y junto a él, una escultura de alabastro que representa una cabeza humana al estilo helenístico en estado muy deteriorado. Se cree que podría ser la anhelada tumba de Alejandro ya que por las características del sarcófago en Granito negro (un material noble usado para tumbas de personajes importantes que solo existe en Asuán a más de 1000 km) de más de 30 t de peso y dimensiones poco habituales, este contendría a un personaje de la época helenística, cuya data sería de 2000 a 2034 años.
Poco después, fueron revelados los restos del sarcófago mostrando los restos de 3 esqueletos pertenecientes probablemente a 3 soldados, sumergidos en aguas residuales,  eliminando así la hipótesis de que la tumba perteneciera a Alejandro